# Nahaleg
Nahaleg, auch als Naheleg oder Nahleg transkribiert, ist die drittgrößte Insel und die größte unbewohnte Insel im zu Eritrea gehörenden Dahlak-Archipel im Roten Meer.
Die Insel liegt rund zwei Kilometer nordwestlich der Insel Nora. Bei Nahaleg handelt es sich um eine ausgeprägte Doppelinsel. Die etwas größere südwestliche Teilinsel hat einen annähernd kreisrunden Grundriss mit einem Durchmesser von 4,8 bis 5,2 km, während der nordöstliche Nachbar einem Dreieck mit abgerundeten Ecken ähnelt. Die beiden Teilinseln sind über eine zwei Kilometer lange Landbrücke verbunden, die an ihrer engsten Stelle kaum breiter als 90 Meter ist.
Laut PNAS-Inseldatenbank hat Nahaleg eine Fläche von genau 35,19 km² und ist damit nach Dahlak Kebir und Nora die drittgrößte Insel des Archipels. Sie erreicht ihre maximale Höhe von 24 Metern auf der südwestlichen Teilinsel, während die nordöstliche 23 Meter hoch ist.
Verwaltungsmäßig gehört Nahaleg wie der gesamte Dahlak-Archipel zur Region Semienawi Kayih Bahri.

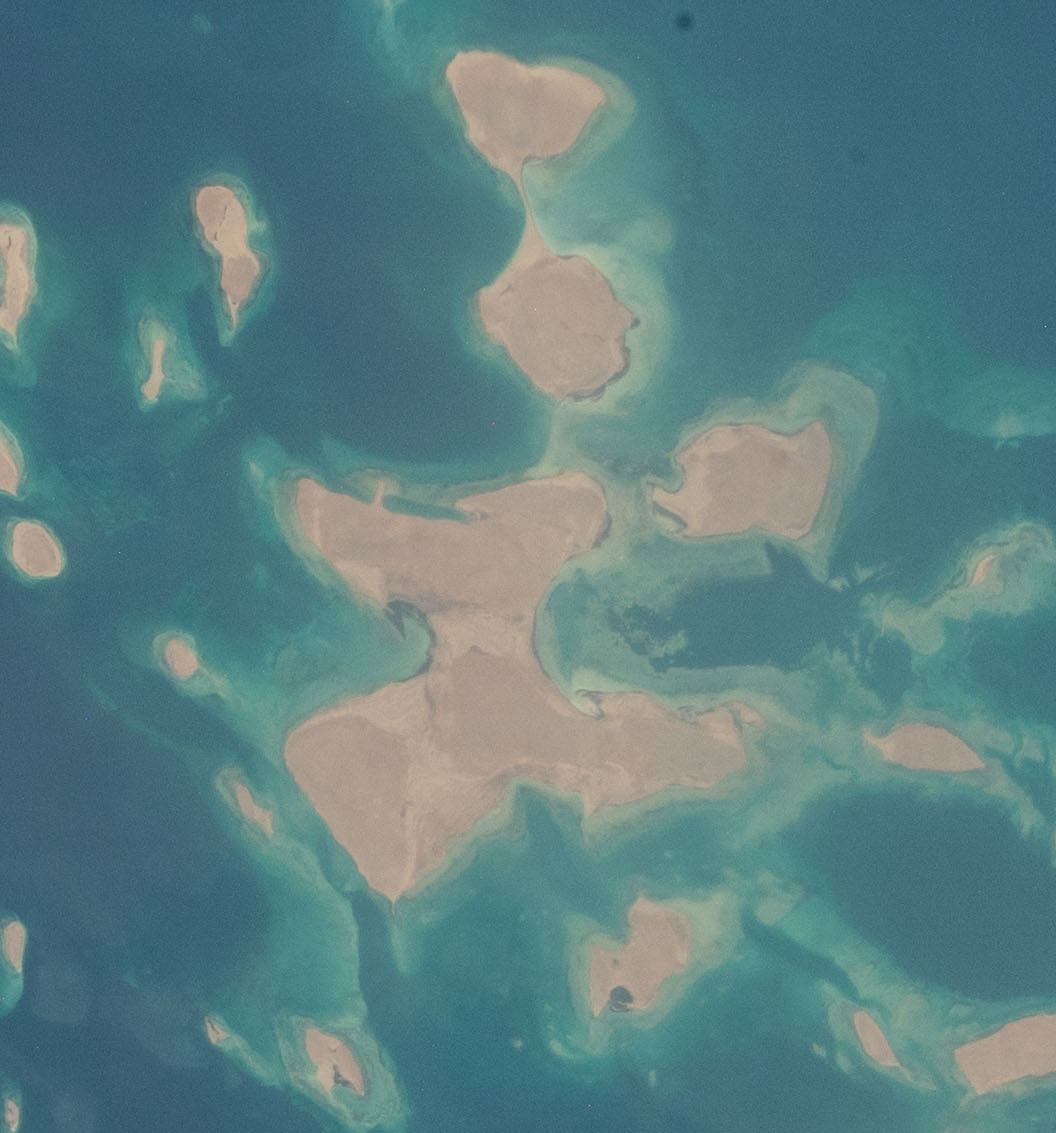
Inselgruppe um Nora mit Nahaleg (ISS-Foto)